# Sparcetă
Sparceta (Onobrychis viciifolia - Scop.) este o specie de plante din familia Leguminoaselor.

## Descriere

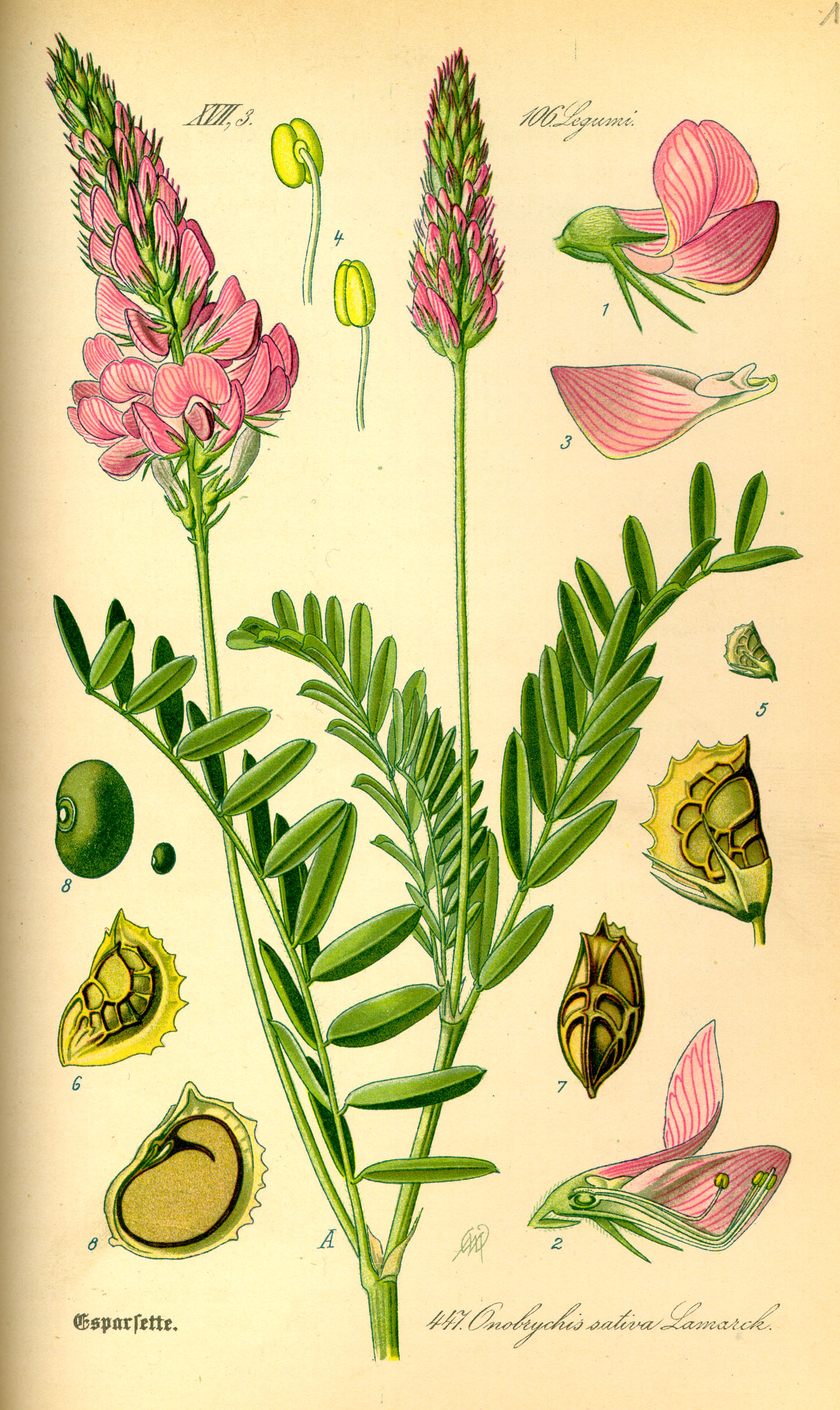
Morfologia

Tulpina crește până la 800 mm. Frunzele sunt imparipenate. Florile sunt roșii carmin viu, cu striații purpurii, în raceme lungi. Păstaia este reticulară, monospermă. Sparceta este o plantă meliferă.

## Sinonime
- Hedysarum echinatum Gilib.
- Hedysarum onobrychis L.
- Onobrychis sativa Lam.
- Onobrychis vulgaris Hill[1]

## Răspândire
Sparceta crește prin locurile ierboase și este cultivată ca plantă furajeră.